# Корніївка (Мелітопольський район)
Корні́ївка — село в Україні, у Мелітопольському районі Запорізької області. Входить до складу Чкаловської сільської громади. Населення становить 909 осіб.

## Географія
Село Корніївка розташоване на відстані 3,5 км від села Калинівка та за 5 км від села Гаврилівка.
У селі є вулиці: Миру, Молодіжна, Садова, Степова та Центральна.

## Історія
Село засноване 1868 року.
Село постраждало від Голодомору 1932—1933 років, організованого радянським урядом з метою винищення місцевого українського населення. Кількість встановлених жертв згідно з даними Державного архіву Запорізької області та свідченнями очевидців — 119 осіб.
У 1962—1965 роках належало до Михайлівського району Запорізької області, відтак у складі Веселівського району.
ДО 2017 року орган місцевого самоврядування - Корніївська сільська рада.

## Населення
Згідно з переписом УРСР 1989 року чисельність наявного населення села становила 965 осіб, з яких 455 чоловіків та 510 жінок.
За переписом населення України 2001 року в селі мешкало 908 осіб.

### Мова
Розподіл населення за рідною мовою за даними перепису 2001 року:
| Мова       | Відсоток |
| ---------- | -------- |
| українська | 92,96 %  |
| російська  | 6,71 %   |
| молдовська | 0,22 %   |
| білоруська | 0,11 %   |

## Економіка
- «Середа компані», ТОВ.

## Об'єкти соціальної сфери
- Школа.
- Будинок культури.
- Фельдшерсько-акушерський пункт.

## Відомі люди
- Гуртовий Григорій Олександрович — український історик, засновник краєзнавчого музею у Торчині.